# Epiplatys ansorgii
Epiplatys ansorgii är en fiskart som först beskrevs av Boulenger, 1911.  Epiplatys ansorgii ingår i släktet Epiplatys och familjen Nothobranchiidae. IUCN kategoriserar arten globalt som livskraftig. Inga underarter finns listade i Catalogue of Life.